# Erika Fatland

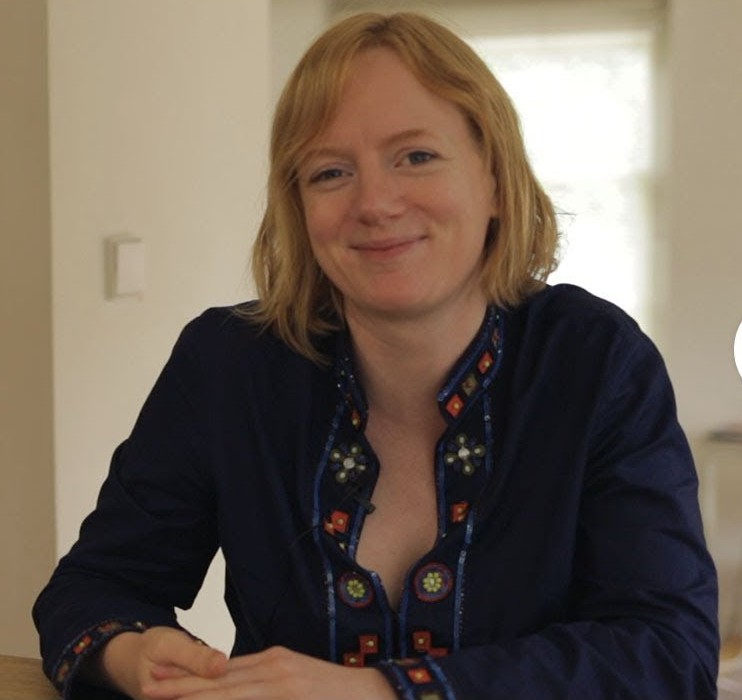
Erika Fatland, 2019

Erika Fatland (* 27. August 1983 in Haugesund) ist eine norwegische Schriftstellerin und Sozialanthropologin. Sie ist unter anderem für ihre Reiseerzählungen aus Gebieten der ehemaligen Sowjetunion bekannt.

## Leben
Fatland wuchs in Ølen in der Gemeinde Vindafjord auf. In ihrer Jugend arbeitete sie in der Schlachterei ihrer Familie mit. Sie besuchte weiterführende Schulen in Lyon und Helsinki, bevor sie Sozialanthropologie an der Universität Kopenhagen und der Universität Oslo studierte. Ihre Masterarbeit schrieb sie über die Geiselnahme von Beslan.
Im Jahr 2009 veröffentlichte sie mit dem Kinderbuch Foreldrekrigen ihr erstes Buch. Ihr zweites Buch Ort der Engel (Original Englebyen. Historier fra Beslan) folgte im Jahr 2011. In dem Werk schrieb sie über die Zeit nach der Geiselnahme von Beslan. Das Buch wurde im Jahr 2011 für den norwegischen Literaturpreis Brageprisen nominiert und auch in Dänemark, Schweden, den Niederlanden und Deutschland herausgebracht. Ihre dritte Veröffentlichung wurde im Jahr 2012 Die Tage danach (Original Året uten sommer). Diese basierte auf Interviews mit Überlebenden und Betroffenen der Anschläge in Norwegen 2011. Fatland untersuchte dabei, welche Folgen die Anschläge für die Betroffenen hatten. Auch dieses Werk wurde in mehrere Sprachen übersetzt.
In ihrem vierten Buch Sowjetistan nahm Fatland Reisen in ehemaligen Sowjetländern als Grundlage und verband diese mit Erklärungen zur Geschichte der verschiedenen Regionen. Sowjetistan wurde in mehreren Ländern verkauft, unter anderem auch in Großbritannien und Russland. Fatland erhielt für das Buch den norwegischen Sachliteraturpreis Bokhandelens sakprosapris. Von der norwegischen Zeitung Dagsavisen wurde es 2019 in die Liste der 15 besten Bücher der 2010er-Jahre aufgenommen. Im Jahr 2017 folgte das Buch Die Grenze (Original Grensen), welches Schilderungen aus Reisen durch Russland und seine Nachbarländer enthielt. Auch in diesem Buch verband sie die zugrundeliegende Reise mit historischen Informationen. Mit Vinterkrigen gab sie 2017 ihr zweites Kinderbuch heraus. Im Dezember 2020 folgte das sachliterarische Werk Hoch oben – Eine Reise durch den Himalaya, basierend auf einer Reise im Himalaya-Gebirge. In ihrem nächsten Werk, dem Buch Sjøfareren, schrieb sie über Seefahrt und das portugiesische Imperium. In Norwegen kam das Buch im Oktober 2024 heraus. Im November 2024 wurde Fatland dafür mit dem Bokhandlerprisen ausgezeichnet. Obwohl das Buch erst im Oktober veröffentlicht wurde, wurde es das im Jahr 2024 am meisten verkaufte Buch in Norwegen.
Neben Norwegisch spricht sie unter anderem Russisch und Deutsch. Sie ist mit dem Schriftsteller Erik Fosnes Hansen verheiratet.

## Auszeichnungen
- 2015: Bokhandelens sakprosapris (für Sowjetistan)[15]
- 2024: Bokhandlerprisen (für Sjøfareren)

## Werke
- 2009: Foreldrekrigen
- 2011: Englebyen. Historier fra Beslan (deutsch: Ort der Engel)
- 2012: Året uten sommer (deutsch: Die Tage danach)
- 2014: Sovjetistan (deutsch: Sowjetistan, ISBN 978-3518470800)
- 2017: Vinterkrigen
- 2017: Grensen. En reise rundt Russland gjennom Nord-Korea, Kina, Mongolia, Kasakhstan, Aserbajdsjan, Georgia, Ukraina, Hviterussland, Litauen, Polen, Latvia, Estland, Finland og Norge samt Nordøstpassasjen (deutsch: Die Grenze – Eine Reise rund um Russland, ISBN 978-3518471173)
- 2020: Høyt. En reise i Himalaya (deutsch: Hoch oben – Eine Reise durch den Himalaya, Suhrkamp 2021, ISBN 978-3-51847176-0)
- 2024: Sjøfareren